# Walter Mixa
Walter Johannes Mixa (nascido em 25 de abril de 1941) é um prelado católico romano alemão, bispo emérito de Augsburgo e ordinário emérito da Bundeswehr. Ele renunciou aos cargos em 8 de maio de 2010, após acusações de abusos.

## Biografia
Walter Mixa nasceu em 25 de abril de 1941 em Königshütte, Alta Silésia. Em 1945, quando a região sai do domínio alemão, a família foge e se estabelece em Heidenheim an der Brenz. Inicialmente, Mixa frequentou o Ginásio de Ciências em Heidenheim e, posteriormente, o Ginásio Humanístico em Fockenfeld, Alto Palatinado. Obteve em 1964 o Abitur em Fockenfeld. Entre 1964-1970, estuda filosofia e teologia em Dillingen e Friburgo.
Em 27 de junho de 1970, foi ordenado sacerdote em Dillingen, por Josef Stimpfle, bispo de Augsburgo. Em seguida, fez seu doutorado na recém-criada Faculdade de Teologia em Augsburgo, onde atuou como assistente da Cátedra de Teologia Dogmática (Prof. Dr. Hermann Lais) e também como vigário da paróquia de Weilach, perto de Schrobenhausen. De 1973 a 1996, foi professor de educação religiosa no Gymnasium Schrobenhausen e em várias outras escolas em Schrobenhausen. Alcançou o Doutorado pela Faculdade de Teologia da Universidade de Augsburgo em 1975; no mesmo ano, foi nomeado como pároco de St. Jakob, Schrobenhausen. Deão Regional da região da diocese da Antiga Baviera.
Em 1976, tornou-se membro do Conselho Pastoral da Diocese de Augsburgo e Conselho Espiritual Episcopal a partir de 1982. Em 1983, também foi nomeado chefe de formação sacerdotal na Diocese. Foi nomeado Capelão de Sua Santidade em 1984. No mesmo ano, tornou-se membro do Conselho Presbiteral da Diocese e no ano seguinte, também administrador paroquial da paróquia de Sandizell.
Em janeiro de 1996, Monsenhor Mixa foi eleito e nomeado como Reitor do Decanato de Schrobenhausen. Porém, logo depois, em 24 de fevereiro de 1996, foi nomeado Bispo de Eichstätt pelo Papa João Paulo II.

### Episcopado

Brasão de armas de Bispo Mixa

Recebeu a ordenação episcopal em 23 de março seguinte, em Eichstätt, por Karl Heinrich Braun, seu antecessor e arcebispo de Bamberg. Os principais co-consagradores foram o núncio apostólico na Alemanha, arcebispo Giovanni Lajolo, e Viktor Josef Dammertz, OSB, bispo de Augsburgo.
Como bispo diocesano, tornou-se Magnus Cancellarius da Universidade Católica de Eichstätt; Presidente do Conselho de Curadores da Fundação da Universidade Católica de Eichstätt; e Cidadão Honorário da Cidade de Schrobenhausen. Em 1997, foi admitido na Academia Europeia de Ciências e Arte. Também foi admitido na Ordem do Santo Sepulcro de Jerusalém. Em 31 de agosto de 2000, foi nomeado Bispo Militar Católico para a Bundeswehr.
Para a 20ª Jornada Mundial da Juventude em 2005, Mixa organizou uma semana de capelania militar com mais de 200 soldados das Forças Armadas Alemãs e convidados das forças armadas da Argentina, Equador, França, Grã-Bretanha, Irlanda, Croácia, Lituânia, Holanda, Áustria, Polônia, Suíça, Eslováquia, Espanha, Hungria e EUA. "Capelania militar significa ser a igreja entre os soldados", disse ele por ocasião do 50º aniversário da capelania militar católica em um serviço comemorativo na Basílica de São João em Berlim-Kreuzberg.
Em 14 de julho de 2005, foi lhe concedida a Ordem do Mérito da Baviera e dois dias depois, a 16 de julho, nomeado como Bispo de Augsburgo pelo Papa Bento XVI. Foi instalado em Augsburgo no 1º de outubro seguinte.

## Alegações de abuso e renúncia
Em março de 2010, ele foi acusado de abuso físico por cinco ex-alunos de uma casa de repouso infantil, onde Mixa serviu como padre visitante nas décadas de 1970 e 1980. Ele negou as acusações. Outros acusadores se apresentaram e o bispo disse que não consegue se lembrar de nenhum deles. Em abril de 2010, Mixa declarou que não pode descartar ter esbofeteado crianças há 20 a 30 anos dizendo que estava "arrependido por causar sofrimento a muitas pessoas", embora, de acordo com a BBC, ele não tenha explicado exatamente o que quis dizer.
Após várias semanas de reportagens na mídia sobre alegações de abuso e peculato, Mixa ofereceu ao Papa Bento XVI sua renúncia ao cargo de Bispo de Augsburgo e ao de Bispo Militar da Bundeswehr em 21 de abril de 2010, a fim de "evitar mais danos à Igreja e permitir um novo começo". Seu conselheiro Dirk Hermann Voss, que foi considerado parcialmente responsável pela imagem pública de Mixa - sua entrevista com a Panorama em abril de 2010 foi particularmente controversa -, foi demitido de seu cargo como conselheiro de mídia do bispo. Três dias após a oferta de renúncia, Mixa a retratou em uma carta ao Papa.
Em 8 de maio, um dia após as investigações preliminares do Ministério Público de Ingolstadt sobre abuso sexual contra Mixa se tornarem conhecidas, que foram posteriormente abandonadas devido à suspeita insuficiente, o Papa Bento XVI aceitou a renúncia. Ele se referiu a um parágrafo do direito canônico que prevê a aposentadoria de um clérigo devido à doença ou "outros motivos graves" (Can 401 § 2). O capítulo da catedral da Diocese de Augsburgo então elegeu o bispo auxiliar de Augsburg, Josef Grünwald, como administrador diocesano.

### Pós-renúncia
Em 20 de maio de 2010, padres e leigos da Diocese de Augsburgo publicaram na Internet a chamada "Declaração de Pentecostes", que havia sido assinada por 4.132 pessoas até 30 de junho. A Declaração de Pentecostes consiste em 20 frases; três delas referem-se especificamente a Mixa:
Olhando para trás, perguntamo-nos como pôde acontecer que o Dr. Walter Mixa se tornasse Bispo de Augsburgo e, anteriormente, Bispo de Eichstätt, apesar das advertências de muitos líderes. Também nos perguntamos quais fatores sistêmicos contribuíram para que ele pudesse exercer seu cargo de uma forma que agora deixa muitas feridas e uma profunda divisão na diocese. […] As decisões pessoais do mandato do Bispo Dr. Mixa devem ser questionadas e, se necessário, corrigidas.
O advogado de Mixa, Gerhard Decker, criticou duramente a Diocese de Augsburgo publicamente porque, na opinião de Mixa, ela havia encaminhado indevidamente a suspeita de abuso sexual ao Vaticano e a tornado pública. Mixa também escreveu uma carta diretamente à Diocese de Augsburgo. A carta, na qual Mixa aparentemente afirmou sua inocência, foi lida em uma conferência de decanos e, "como foi dito", foi recebida com grande reserva. Em 12 de junho de 2010, Mixa retornou aos seus escritórios em Augsburgo. A Diocese de Augsburgo então estabeleceu um prazo para que ele se mudasse do palácio do bispo.
Mixa anunciou em meados de junho que falaria pessoalmente com o Papa Bento XVI em julho de 2010. O Arcebispo de Munique e Freising, Reinhard Marx, criticou publicamente Mixa por seu comportamento após sua renúncia e rejeitou suas acusações.
Em 23 de junho de 2010, Mixa anunciou sua saída da residência episcopal e retirou a acusação de que havia sido pressionado a renunciar por uma intriga eclesiástica. Ele não questionou mais sua renúncia. No mesmo dia, a Diocese de Augsburgo publicou uma carta de Mixa na qual pedia perdão aos afetados.
Bento XVI se encontrou com Mixa em 1º de julho. A Sala de Imprensa da Santa Sé informou que Mixa "confirmou ter cometido erros e enganos, que causaram uma perda de confiança e tornaram a renúncia inevitável". Um serviço comemorativo planejado para 18 de julho de 2010, na Catedral de Augsburgo para marcar o 40º jubileu sacerdotal de Mixa foi cancelado pela liderança diocesana, e uma celebração pública foi proibida por escrito pelo Cardeal Giovanni Battista Re, Prefeito da Congregação para os Bispos do Vaticano. Um pedido de Mixa para celebrar seu jubileu sacerdotal no oratório de Wigratzbad foi rejeitado pela liderança diocesana.
Em 21 de março de 2012, foi nomeado membro do Pontifício Conselho para a Pastoral dos Agentes da Saúde pelo Papa Bento XVI.

## Posições e controvérsias
Mixa era descrito como conservador e próximo de Bento XVI. De acordo com o jornal The Times, Mixa é franco e "criticou o governo alemão por fazer 'máquinas de parto' de mulheres" e "comparou o aborto ao Holocausto". Ele também condenou o tratamento de Israel aos palestinos nos Territórios Ocupados e disse sobre o escândalo de abuso infantil de 2010 que "a revolução sexual da década de 1960 é pelo menos parcialmente culpada por isso".

### Bundeswehr
Mixa criticou repetidamente a mobilização da Bundeswehr no Congo, afirmando que "o propósito político e o interesse específico da missão não eram óbvios". Ele propôs um memorial para os soldados da Bundeswehr mortos em missões de combate. Este "local de memória privada e pública" deve ajudar os indivíduos e a sociedade a lidar com as experiências de perda.

### Holocausto e Israel
Em um evento da CSU de Dinkelsbühl por ocasião da Quarta-feira de Cinzas Política, em 25 de fevereiro de 2009, Mixa novamente causou controvérsia quando, com referência ao bispo da Fraternidade São Pio X, Richard Williamson, ele inicialmente descreveu o genocídio dos judeus na Europa durante a Segunda Guerra Mundial como um "crime horrível contra seis milhões" de seres humanos, que ele simultaneamente contrastou com o número de "nove milhões de abortos " nos anos anteriores desde 1976 "somente na Alemanha". Isso resultou em críticas, particularmente de algumas organizações judaicas na Alemanha.
Em Março de 2007, durante a visita do Conselho Permanente da Conferência Episcopal Alemã a Israel, falou de uma “ situação semelhante à de um gueto ” nos territórios palestinianos ocupados por Israel , que era “quase racista ”. Esta comparação provocou indignação na Alemanha e em Israel.

### Política familiar
Em fevereiro de 2007, Mixa criticou os planos da então Ministra da Família, Ursula von der Leyen, gerando polêmica. O bispo descreveu os planos do Ministério da Família de cortar outros benefícios familiares para financiar novas creches como um "escândalo sociopolítico". "A política familiar da Sra. von der Leyen não visa principalmente o bem-estar das crianças ou o fortalecimento da família, mas visa principalmente recrutar mulheres jovens como reserva de mão de obra para a indústria", declarou Mixa em uma audiência para o conselho da Federação da Família Católica em sua diocese. Os "padrões de pensamento do Ministério da Família" eram "perturbadoramente reminiscentes" da "ideologia do cuidado infantil patrocinado pelo Estado na extinta RDA ". Qualquer pessoa que use o apoio estatal para induzir mães a colocar seus filhos sob os cuidados do Estado logo após o nascimento "rebaixa as mulheres a 'máquinas de fazer filhos'".
Em outubro de 2008, descreveu o aumento previsto do abono de família em dez euros por mês, que considerou inadequado, como um “insulto e um desrespeito grosseiro pela contribuição das famílias para a nossa sociedade”.

### Ateísmo
Em seu sermão de Páscoa em 2009, Mixa se manifestou contra as tendências ateístas na sociedade, chamando uma sociedade sem Deus de "inferno na terra". Mixa vê essa tese confirmada por ideologias e regimes totalitários como o Nacional-Socialismo e o Comunismo, que "demonstraram cruelmente a desumanidade do ateísmo praticado [...] no século passado [...] com seus campos penais, sua polícia secreta e seus assassinatos em massa". Da mesma forma, no presente, as pessoas são "exploradas econômica e moralmente por meio de comportamentos sem Deus".
Essas declarações levaram a duras críticas de ateus e pessoas não denominacionais, incluindo acusações de falsificação histórica. Michael Schmidt-Salomon, da Fundação Giordano Bruno, criticou o bispo: "Se alguém sabe que, durante a era nazista, foram precisamente os judeus que foram acusados de impiedade, percebe-se quão pérfido é o argumento de Mixa". Em vez disso, "associações de livres-pensadores foram dissolvidas pelos nazistas e ateus professos foram perseguidos". O presidente da Federação Internacional de Pessoas Não-Denominacionais e Ateus, Rudolf Ladwig, declarou que a afirmação do bispo de que a humanidade surge automaticamente da fé era "completamente insustentável" e, além disso, "parte de uma estratégia de longo prazo da Igreja para exonerar historicamente e imprecisamente a história de sua própria instituição em relação ao fascismo".

### Abuso sexual
Em relação aos numerosos casos de abuso em instituições católicas na Alemanha, que vieram à tona em 2010, Mixa também culpou a "revolução sexual" das décadas de 1960 e 1970 pelo crescente abuso de menores, inclusive em instituições eclesiásticas daqueles anos. Ele afirmou: "A chamada revolução sexual, durante a qual críticos morais particularmente progressistas também exigiram a legalização do contato sexual entre adultos e menores, certamente não é inocente disso."

### Aparição para a AfD
Em janeiro de 2019, ele participou de um evento patrocinado pelo vereador Eberhard Brett, membro do partido de extrema-direita AfD, para discutir o papel dos muçulmanos na sociedade alemã. O ex-bispo Mixa falou para cerca de 35 ouvintes.
Em 24 de maio de 2019, dois dias antes das eleições europeias, ele aceitou o convite do deputado estadual e vereador da AfD de Augsburg, Markus Bayerbach, para proferir uma palestra sobre o tema "Islamização? Cristianismo" em um evento da AfD. O bispo de Augsburgo, Konrad Zdarsa, solicitou a Walter Mixa que se abstivesse de comparecer ao evento, pois não havia sido coordenado nem com o bispo Zdarsa nem com a liderança da diocese. Aparentemente, "o bispo emérito não tem consciência de que seu comportamento está causando grande indignação entre muitas pessoas, especialmente entre numerosos fiéis, e, portanto, causando sérios danos à Diocese de Augsburgo e à Igreja como um todo". Mixa posteriormente cancelou a palestra.

## Alegações

### Abuso
No final de março de 2010, tornaram-se conhecidas as alegações de ex-crianças em lares de acolhimento. De acordo com o Süddeutsche Zeitung , Mixa, segundo vários depoimentos, teria espancado crianças menores de idade em lares de acolhimento como pároco de Schrobenhausen nas décadas de 1970 e 1980. O governo da Alta Baviera começou posteriormente a investigar as alegações de abuso. A diocese de Augsburgo e o próprio Mixa negaram as acusações. Mixa também recebeu apoio do Conselho Diocesano de Católicos de Augsburgo e de ex-capelães.
O investigador especial encomendado pela Fundação do Orfanato Schrobenhausen, o advogado Sebastian Knott, disse em 16 de abril de 2010 que, de acordo com suas descobertas anteriores, não havia nenhuma "cultura de espancamento" no orfanato St. Josef. No mesmo dia, Mixa admitiu que "não podia descartar" ter esbofeteado jovens "há 20 ou 30 anos". No entanto, ele continuou a negar as alegações de espancamentos. A Conferência Episcopal Alemã inicialmente apoiou Mixa, mas logo depois o aconselhou em discussões a fazer uma pausa no cargo e anunciou isso publicamente. Políticos de vários partidos também pediram a renúncia de Mixa de seu cargo. Em 21 de abril de 2010, Mixa finalmente ofereceu sua renúncia ao Vaticano. Em 8 de maio de 2010, o Papa aceitou sua renúncia. Mixa considerou que a culpa era sua por não ter admitido imediatamente que não tinha sido capaz de descartar todos os castigos corporais. No entanto, mesmo com a melhor das intenções, não conseguia recordar os castigos corporais dos quais era especificamente acusado. Os castigos corporais eram comuns no trabalho com jovens durante o período em questão, especialmente com crianças difíceis de educar, e também eram legais até 1980.
Em 14 de maio de 2010, o investigador especial, advogado Knott, divulgou o relatório final de sua investigação em uma coletiva de imprensa. O Süddeutsche Zeitung escreveu em 15/16 de maio de 2010: "O investigador especial Knott, que investigou alegações feitas por ex-crianças em lares de idosos desde a década de 1970 em nome da fundação, chega a conclusões completamente diferentes das de Walter Mixa. Duas irmãs e o então pároco Mixa usaram repetidamente violência física contra crianças em lares de idosos até 1980. A lista de acusações é extensa: socos com dedos médios em riste, socos no peito, tapas, golpes com um molho de chaves, palmadas com um batedor de tapete, golpes nas nádegas com um pedaço de pau e com o cinto de Mixa. Os espancamentos eram frequentemente acompanhados de humilhação verbal."

### Peculato
De acordo com pesquisas do Augsburger Allgemeine Zeitung, do Donaukurier e da revista política Panorama , Mixa teria usado indevidamente fundos da "Fundação do Orfanato Católico" em Schrobenhausen na década de 1990 para comprar obras de arte – incluindo uma suposta gravura de Giovanni Battista Piranesi – para a paróquia. Além disso, vinho, presentes para novos padres, tapetes de igreja, um anel de bispo feito de ouro fino e bases de colunas, que foram colocados no jardim paroquial não aberto ao público, foram supostamente comprados às custas do orfanato. No entanto, de acordo com a Diocese de Augsburgo, as "alocações financeiramente pouco claras" entre a fundação do orfanato e a paróquia foram corrigidas em 2000; já em 1996, alguns dos itens de Mixa foram assumidos e pagos quando ele se mudou para Eichstätt. O investigador especial nomeado pela Fundação do Orfanato Schrobenhausen, o advogado Sebastian Knott, afirmou, contudo, que o reembolso estava incompleto e que havia uma lacuna de 10.000 a 15.000 DM.

### Infrações cambiais
Em 29 de dezembro de 2001, durante uma viagem ao exterior em sua qualidade de bispo militar católico, a alfândega macedônia descobriu dinheiro no valor aproximado de 400.000 DM na bagagem de mão de Mixa no Aeroporto de Skopje. Mixa disse que o dinheiro veio de um colega macedônio que lhe pediu para depositá-lo em um banco da igreja na Alemanha. Segundo Mixa, ele só declarou o dinheiro que carregava em sua bagagem de mão aos funcionários da alfândega mediante solicitação. A infração cambial foi resolvida por via diplomática.

### Alegação de assédio sexual
Em novembro de 2023, o Ministério Público de St. Gallen confirmou o recebimento de uma queixa criminal sobre suposto assédio sexual de um homem por Mixa em Gossau, Suíça. Mixa declarou que não se lembrava de nenhum incidente desse tipo e negou a relevância criminal do suposto delito. Em fevereiro de 2024, o Ministério Público do cantão de St. Gallen, abriu um processo criminal contra Mixa. O Ministério Público de Augsburgo também está investigando as alegações. De acordo com um depoimento da suposta vítima, em 2012, após um culto na igreja, Mixa teria abraçado o homem por trás na sacristia e o beijado na boca. Mais tarde, Mixa disse a ele para visitá-lo em seu quarto no mesmo prédio. Mixa rejeitou as alegações como "fortemente falsas".